# Regione dell'Est (Camerun)
La Regione dell'Est (East Region in inglese e Région de l'Est in francese) è una delle dieci regioni del Camerun. È situata nella parte sud-orientale del paese e il capoluogo è la città di Bertoua.

## Storia
Il 12 novembre 2008 la provincia è stata sostituita dalla regione.

## Geografia fisica
Confina a nord con la Regione di Adamaoua, a est con la Repubblica Centrafricana, a sud-ovest con la Regione del Sud, a nord-ovest la Regione del Centro.

## Geografia antropica

### Suddivisioni amministrative
La regione è divisa in 4 dipartimenti.	
| Dipartimento   | Capoluogo   |  |
| Boumba e Ngoko | Yokadouma   |  |
| Haut-Nyong     | Abong-Mbang |  |
| Kadey          | Batouri     |  |
| Lom e Djérem   | Bertoua     |  |